# Наґіра Томокадзу
Томокадзу Наґіра (яп. 柳楽 智和, нар. 17 жовтня 1985, Префектура Сімане) — японський футболіст, що грав на позиції захисника.
Виступав, зокрема, за клуб «Авіспа Фукуока», а також молодіжну збірну Японії.

## Клубна кар'єра
У дорослому футболі дебютував 2004 року виступами за команду клубу «Авіспа Фукуока», в якій провів сім сезонів, взявши участь у 93 матчах чемпіонату. 
Протягом 2011 року провів п'ять матчів за «Токіо», в якому перебував на умовах оренди.
Завершив професійну ігрову кар'єру у клубі «Гайнаре Тотторі», за команду якого виступав протягом 2012—2013 років.

## Виступи за збірну
2005 року залучався до складу молодіжної збірної Японії. На молодіжному рівні зіграв у 4 офіційних матчах.